# Bee Gees’ 1st
Bee Gees’ 1st — третий, несмотря на название, студийный альбом британской группы Bee Gees, вышел в июле 1967 года, это первая работа музыкантов в сотрудничестве с британским лейблом Polydor Records и американским Atco Records.

## Об альбоме
Это первая международная пластинка группы, так как первые две продавались исключительно в Австралии и Новой Зеландии. Уходя от поп-стилистики предыдущих записей, группа создавала этот альбом в стиле психоделического рока. Обложку разработал немецкий художник Клаус Форман, ранее занимавшийся оформлением альбома Revolver группы The Beatles. После релиза в американском чарте Billboard Top LP’s пластинка поднялась до седьмого места, в то время как в английском UK Albums Chart — до восьмого.
В 2006 году звукозаписывающая компания Reprise Records перевыпустила Bee Gees’ 1st в виде двойного CD-альбома с некоторыми черновыми записями, не вошедшими в оригинальное издание. В честь одной из песен альбома впоследствии была названа седьмая студийная пластинка группы — Cucumber Castle.

## Список композиций
Слова и музыка всех песен — Барри и Робин Гибб, если не указано иное.
| №  | Название                                         | Автор(ы)                  | Основной вокал     | Длительность |
| -- | ------------------------------------------------ | ------------------------- | ------------------ | ------------ |
| 1. | «Turn of the Century»                            |                           | Барри и Робин Гибб | 2:24         |
| 2. | «Holiday»                                        |                           | Робин и Барри Гибб | 2:52         |
| 3. | «Red Chair, Fade Away»                           |                           | Барри Гибб         | 2:16         |
| 4. | «One Minute Woman»                               |                           | Барри Гибб         | 2:14         |
| 5. | «In My Own Time»                                 | Барри, Робин и Морис Гибб | Робин Гибб         | 2:12         |
| 6. | «Every Christian Lion-Hearted Man Will Show You» |                           | Барри и Робин Гибб | 3:32         |
| 7. | «Craise Finton Kirk Royal Academy of Arts»       |                           | Робин Гибб         | 2:15         |

| №                   | Название                        | Автор(ы)                  | Основной вокал            | Длительность |
| ------------------- | ------------------------------- | ------------------------- | ------------------------- | ------------ |
| 1.                  | «New York Mining Disaster 1941» |                           | Барри и Робин Гибб        | 2:09         |
| 2.                  | «Cucumber Castle»               |                           | Барри Гибб                | 2:02         |
| 3.                  | «To Love Somebody»              |                           | Барри Гибб                | 2:58         |
| 4.                  | «I Close My Eyes»               | Барри, Робин и Морис Гибб | Барри и Робин Гибб        | 2:19         |
| 5.                  | «I Can’t See Nobody»            |                           | Робин Гибб                | 3:43         |
| 6.                  | «Please Read Me»                |                           | Барри, Робин и Морис Гибб | 2:13         |
| 7.                  | «Close Another Door»            | Барри, Робин и Морис Гибб | Робин и Барри Гибб        | 3:22         |
| Общая длительность: | Общая длительность:             | Общая длительность:       | Общая длительность:       | 36:31        |

## Участники записи
Приведены по сведениям баз данных Discogs и AllMusic.
| Bee Gees: - Барри Гибб — ведущий, гармонический, и бэк-вокалы, гитара - Робин Гибб — ведущий, гармонический и бэк-вокалы, орга́н - Морис Гибб — гармонический и бэк-вокалы, бас-гитара, фортепиано, орган, клавесин, меллотрон, гитара - Винс Мелоуни — соло-гитара - Колин Питерсен — ударные | Приглашённые музыканты и технический персонал: - Фил Деннис — оркестровая аранжировка (песни 3 и 4 на стороне «A» и песни 1 и 4 на стороне «Б») - Билл Шеперд — оркестровая аранжировка - Майк Клейдон — звукорежиссёр - Роберт Стигвуд — музыкальный продюсер - Осси Бирн — музыкальный продюсер - Адриан Барбер — нарезка лакового слоя - Клаус Форман — художественное оформление конверта пластинки |

## Позиции в хит-парадах
| Год       | Хит-парад                        | Высшая позиция | Пребывание в чарте |
| --------- | -------------------------------- | -------------- | ------------------ |
| 1967—1968 | Австралия (Kent Music Report)    | 10             | нет данных         |
| 1967—1968 | Великобритания (UK Albums Chart) | 8              | 26 недель          |
| 1967—1968 | Норвегия (VG-lista)              | 5              | 23 недели          |
| 1967—1968 | США (Billboard Top LP’s)         | 7              | 52 недель          |
| 1967—1968 | Франция (SNEP)                   | 2              | 28 недель          |
| 1967—1968 | ФРГ (Offizielle Top 100)         | 4              | 10 недель          |
|           |                                  |                |                    |
| 1979      | Франция (SNEP)                   | 2              | нет данных         |

| Хит-парад (1968)    | Позиция |
| ------------------- | ------- |
| Норвегия (VG-lista) | 18      |